# Ле-Пон-де-Планш
Ле-Пон-де-Планш (фр. Le Pont-de-Planches) — коммуна во Франции, находится в регионе Франш-Конте. Департамент — Верхняя Сона. Входит в состав кантона Жи. Округ коммуны — Везуль.
Код INSEE коммуны — 70418.

## География
Коммуна расположена приблизительно в 310 км к юго-востоку от Парижа, в 34 км севернее Безансона, в 20 км к юго-западу от Везуля.
По территории коммуны протекает река Ромен.

## Население
Население коммуны на 2010 год составляло 214 человек.
| 1962 | 1968 | 1975 | 1982 | 1990 | 1999 | 2010 |
| ---- | ---- | ---- | ---- | ---- | ---- | ---- |
| 185  | 153  | 135  | 145  | 132  | 169  | 214  |

## Администрация
| Период | Период | Фамилия        | Партия | Примечания |
| ------ | ------ | -------------- | ------ | ---------- |
| 1945   | 1977   | Анри Мурлон    |        |            |
| 1977   | 1995   | Ролан Трибийон |        |            |
| 1995   | 2014   | Роже Реланж    |        |            |

## Экономика
В 2010 году среди 129 человек трудоспособного возраста (15—64 лет) 97 были экономически активными, 32 — неактивными (показатель активности — 75,2 %, в 1999 году было 63,9 %). Из 97 активных жителей работали 78 человек (47 мужчин и 31 женщины), безработными было 19 (7 мужчин и 12 женщин). Среди 32 неактивных 6 человек были учениками или студентами, 16 — пенсионерами, 10 были неактивными по другим причинам.